# Ersboda Sportklubb
O Ersboda Sportklubb, ou simplesmente Ersboda SK, foi um clube de futebol da Suécia fundado em  1986. Sua sede fica localizada em Uma.